# Élections territoriales de 2012 à Saint-Barthélemy
Les élections territoriales de 2012 à Saint-Barthélemy se sont tenues le 18 mars 2012. Ce sont les deuxièmes élections territoriales après celles qui se sont déroulées en juillet 2007 à la suite de la création de la collectivité territoriale de Saint-Barthélemy. La liste Saint-Barth d'abord conduite par Bruno Magras (UMP) remporte la majorité absolue dès le premier tour.

## Déroulement du scrutin
Depuis 2011, la collectivité de Saint-Barthélemy est divisée en cinq bureaux de vote :
1. Hôtel de la Collectivité (salle du conseil) : Gustavia, Public, Lurin et Gouverneur
2. Local communal de Lorient : Pointe-Milou, Marigot, Mont-Jean, Grand Cul-de-Sac, Petit Cul-de-Sac, Grand-Fond
3. Ancienne école de Colombier : Colombier, Flamands, Merlette, Terre-Neuve, route de Corossol à Colombier
4. Ancienne cantine de Lorient : Lorient, Camaruche, Vitet, Dévé, Grande-Saline, Petite-Saline, Terrasses de Saint-Jean
5. Hôtel de la Collectivité (salle des mariages) : Anse des Cayes, Anse des Lézards, Saint-Jean, Corossol

Si, lors du premier tour, une liste emporte la majorité absolue des suffrages exprimés plus une voix, il n'est pas procédé à un second tour. Dans le cas contraire, seules les listes ayant obtenu plus de 10 % ds suffrages peuvent se maintenir au second tour. D'après le code électoral de Saint-Barthélemy, la liste arrivée en tête obtient sept sièges, les autres sont attribués à la proportionnelle, soit un siège pour chaque quotient électoral (division du nombre de suffrages exprimés par 19), les sièges restants étant pourvus selon la plus forte moyenne.

## Listes en présence

### Liste Saint-Barth d'abord
Cette liste est conduite par Bruno Magras (conseiller territorial SBA sortant et président du conseil territorial, tête de liste Saint-Barth d'abord en 2007).
Bruno Magras, Nicole Gréaux (conseillère territoriale SBA sortante et 2e vice-présidente du comité exécutif), Michel Magras (conseiller territorial SBA sortant et 3e vice-président du comité exécutif), Karine Miot-Richard (conseillère territoriale sortante, tête de liste Tous unis pour St-Barthélemy en 2007), Nils Dufau (conseiller territorial SBA sortant, membre du conseil exécutif), Cécile Tiberghien (conseillère territoriale SBA sortante), Andy Laplace (conseiller territorial SBA sortant, membre du conseil exécutif), Micheline Jacques (conseillère territoriale SBA sortante), Jean-Marie Danet, Marie-Angèle Aubin, Xavier Lédée, Juliette Gréaux, Alfred Brin, Corinne Febrissy (conseillère territoriale SBA sortante), Donald Gumbs, Élodie Laplace, Ernest Magras, Marie-Laure Belzic, Stéphane Lanson, Danièle Belotti, Roger Cohen et Ginette Gréaux (conseillère territoriale SBA sortante).

### Liste Saint-Barth en mouvement!
Cette liste est conduite par Maxime Desouches.
La liste est composée de : Maxime Desouches (conseiller territorial sortant, ancien membre du conseil exécutif et tête de liste Action Équilibre et Transparence en 2007), Nathalie Gréaux, Patrick Kawamura, Hélène Bernier, André Questel, Marie-Noël Caron, Bertrand Caizergues, Valérie Calderon, Jérôme Montoya, Pascale Minaro, Serge Meslin, Sophie Catinaud, Frantz Gréaux, Valérie Bourhis, Alex Jacqua, Peggi Tello, Laurent Gréaux, Karine Gros, Emmanuel Dussart, Pascale Gautier-Mihl, Mathias Dussaule et Valérie Saint-Martin.

### Liste Tous pour Saint-Barth
Cette liste est conduite par Benoît Chauvin.
La liste est composée de : Benoît Chauvin (conseiller territorial sortant et tête de liste Ensemble pour St-Barthélemy en 2007), Bettina Cointre, Pierre-Éric Houdant, Karine Lédée, Sydney Magras, Catherine Charneau, Rudy Laplace, Magalie Brin, David Brin, Rosa Cappai, Gaël Dumas-Primbault, Amanda Querrard, Jean-Claude Chierici, Cécile Lucot, Emmanuel Renout, Sylvie Pollien-Rammel, Henri Lédée, Emmanuelle Daguenet, Yann Perez, Corinne Duval, Alexandre Guitard et Géraldine Cointre.

### Autres listes envisagées
Deux listes avaient été envisagées :
- Liste MemoireStBarth.COM, à l'initiative de Richard Lédée qui anime le site "logbook.memoirestbarth.com"
- Liste Saint-Barth Bleue et Verte à l'initiative d’Emmanuel Jacques. Cette liste a été déposée à la Préfecture de Saint-Barthélemy et Saint-Martin, mais a été considérée comme irrecevable[6].

## Résultats

### Résultats des élections du 2012
| Saint-Barth d'Abord      | Bruno Magras     | 2 626 | 73,78  | 16 |  |  |
| Tous Pour Saint-Barth    | Benoît Chauvin   | 567   | 15,93  | 2  |  |  |
| Saint-Barth en mouvement | Maxime Desouches | 366   | 10,28  | 1  |  |  |
|                          |                  |       |        |    |  |  |
| Inscrits                 | Inscrits         | 5 111 | 100,00 |    |  |  |
| Abstentions              | Abstentions      | 1 457 | 28,51  |    |  |  |
| Votants                  | Votants          | 3 654 | 71,49  |    |  |  |
| Blancs et nuls           | Blancs et nuls   | 95    | 1,86   |    |  |  |
| Exprimés                 | Exprimés         | 3 559 | 69,63  |    |  |  |

### Sources et bibliographie
- « Partir, revenir », Le Journal de Saint-Barth, no 963,‎ 23 février 2012 (ISSN 1254-0110, lire en ligne)
- « Tous Pour Saint-Barth dévoile sa liste et son programme », Le Journal de Saint-Barth, no 963,‎ 23 février 2012 (ISSN 1254-0110, lire en ligne)
- « Bruno Magras « Je ne retourne pas en politique uniquement pour gérer les affaires courantes » », Le Journal de Saint-Barth, no 964,‎ 1er mars 2012 (ISSN 1254-0110, lire en ligne)
- « Benoit Chauvin boucle sa liste », Le Journal de Saint-Barth, no 964,‎ 1er mars 2012 (ISSN 1254-0110, lire en ligne)
- « Saint-Barth en Mouvement : le travail en équipe pour faire la différence », Le Journal de Saint-Barth, no 965,‎ 8 mars 2012, p. 4 (ISSN 1254-0110, lire en ligne)
- « Saint-Barth Bleue et Verte déclarée hors course », Le Journal de Saint-Barth, no 965,‎ 8 mars 2012, p. 2 (ISSN 1254-0110, lire en ligne)
- « Aux urnes citoyens ! », Le Journal de Saint-Barth, no 966,‎ 15 mars 2012, p. 2 (ISSN 1254-0110, lire en ligne)
- « Bruno Magras et Saint-Barthélemy, un lien renforcé », Le Journal de Saint-Barth, no 967,‎ 22 mars 2012, p. 2 (ISSN 1254-0110, lire en ligne)